# نصوحي البخاري
نصوحي البخاري أو نصُّوح البخاري (1881 ـ 1962) هو عسكريّ وسياسي سوري مستقل، شغل منصب رئيس الوزراء لفترة وجيزة عام 1939، في عهد الرئيس هاشم الأتاسي.

## مولده ونشأته
وُلد أحمد نصوحي البخاري ابن سليم البخاري في دمشق عام 1881، وكان أبوه آنذاك رئيس العلماء في دمشق. اشتهر بالبخاري نسية لجدته البخارية.
حوكم والده سليم البخاري في الديوان العرفي في عاليه ونُفي إلى بورصة، كما حوكم شقيقه جلال الدين في عاليه وأُعدم مع الشهداء في بيروت.

## تعليمه وخدمته العسكرية
تخرج من المدرسة الحربية العثمانية في إستانبول، وتخرج من مدرسة الأركان هناك ونال هناك رتبة رئيس، اشترك كقائد بحرب البلقان الأولى والحرب العالمية الأولى وأُسر هناك لتسعة أشهر في سيبيريا، قبل أن يتمكن ـ بعد تسعة أشهر ـ من الهرب والعودة إلى تركيا مطلع عام 1916، ليشترك فيما بعد بحرب القفقاس برتبة عقيد وحرب غزّة، ثم تولى قيادة الفرقة السابعة حتّى انسحاب الأتراك من سورية، وفي العهد الفيصلي تولّى قيادة فيلق حلب فرئاسة ديوان الشورى الحربي الثانية برتبة زعيم.

## مناصبه السياسية
عُين البخاري مُعتمداً في مصر أوائل 1920، ثُم مُديراً عاماً للشؤون الحربية أواخر العام نفسه، وظل يزاول هذا المنصب حتّى عام 1921، وفي أبريل 1939 تقلّد رئاسة الوزارة في عهد الرئيس هاشم الأتاسي، ولكنه سرعان ما استقال في يوليو من العام نفسه.
تقلّد البخاري عدة وزارات فيما بعد، من بينها منصب وزير المعارف والدفاع الوطني في حكومة سعد الله الجابري 19 أغسطس 1943، ونائباً عن دمشق عام 1943.

## تشكيله الوزارة
بعد استقالة حكومة جميل مردم في 18 فبراير 1939 إثر احتجاجات 1939، تشكلت حكومة بديلة من الكتلة الوطنية رأسها لطفي الحفار. غير أن هذه الحكومة أيضًا لم تلبث أن اضطرت إلى الاستقالة ـ بضغط من الفرنسيين ـ بعد ثلاثة أسابيع، ليُعهد إلى الرجل المستقل نصوحي البخاري بتشكيل الحكومة.
تألفت جميع هذه الوزارة من شخصيات مستقلة وغير حزبية، لتخفيف حدة المظاهرات ضد الكتلة الوطنية صاحبة الأغلبية. وقد منح البخاري ـ الذي عُرف عنه «المنهج العسكري، قولاً وفعلاً» ـ نفسه منصبي وزير الداخلية ووزير الدفاع الوطني إلى جانب منصب الرئاسة، ووعد بالقيام بحوار وطني.
إلا أن الحكومة لم تستطع إيقاف التظاهرات المتعلقة بقضية لواء إسكندرون، ونازحي اللواء إلى العاصمة، وطالبها مجلس النواب بتقديم برنامجها لنيل الثقة فطلبت التأجيل. وأخيرًا، استقالت الوزارة في 4 يوليو 1939، ثم تبعتها استقالة رئيس الجمهورية هاشم الأتاسي في 7 يوليو 1939.

## أسرته
تزوج نصوحي البخاري من السيدة رفيقة بنت ممدوح عام 1919.

## وفاته
توفي نصوحي البخاري في دمشق في 1 يوليو 1962.